# SWIR обективи
SWIR-обективите (от английски: Short Wave Infrared, SWIR) са обективи за късовълново инфрачервено излъчване.
При производството на подобен тип късовълнова инфрачервена технология обхватът на вълните е от 0,9 до 1,7 μm. SWIR-технологията или SWIR-обективите отразяват обекти и имат контраст. Изображенията в тази технология не са в цвят.
За сравнение, видимият спектър при хората е в границите от 0,4 до 0,7 μm (от 400 до 700 nm), което обяснява защо хората не виждат SWIR-светлината.

## Приложение
SWIR-обективите намират широко приложение както за военни цели, така и за цивилни или животоспасителни дейности. И в двата случая се използват за наблюдение на обекти, местности или хора.

## Възможности
Със SWIR-обективите може да се наблюдават обекти, невидими за човешкото око, при силна мъгла или гъст дим, например в огнища на действащи пожари. SWIR-технологията е подходяща за разпознаване на лица на хора в неблагоприятни атмосферни условия.

## Производство
В България се произвеждат SWIR обективи както за военни, така и за граждански цели. Производители са Оптикоелектрон Груп АД. Произвеждат се различни SWIR-обективи от сериите SWIRECON (SWIRECON 14, SWIRECON 25, SWIRECON 50 и SWIRECON 100).